# 王天林 (解放军)
王天林，男，是一名中国人民解放军海军少将，中共黨員，中華人民共和國军事、政治人物。

## 生平
歷任中國人民解放軍海軍後勤部部長丶中共二十大代表，北部战区海军副司令员兼北部战区海军航空兵司令员，海军航空大学校长等職務。

 